# جوان ماركوس
جوان ماركوس (بالإنجليزية: Joan Marcus)‏ هي مصورة أمريكية، ولدت في 1953 في بيتسبرغ في الولايات المتحدة.

## وصلات خارجية
- جوان ماركوس على موقع IMDb (الإنجليزية)
- جوان ماركوس على موقع ميوزك برينز (الإنجليزية)
- جوان ماركوس على موقع قاعدة بيانات برودواي على الإنترنت (الإنجليزية)
- جوان ماركوس على موقع ديسكوغز (الإنجليزية)